# Bolanusoides meekoa
Bolanusoides meekoa är en insektsart som beskrevs av Irena Dworakowska 1993. Bolanusoides meekoa ingår i släktet Bolanusoides och familjen dvärgstritar. Inga underarter finns listade i Catalogue of Life.